# Генерал-губернатор Южно-Африканского Союза
Генера́л-губерна́тор Ю́жно-Африка́нского Сою́за представлял британскую Корону и Монарха в Южно-Африканском Союзе с 31 мая 1910 года по 31 мая 1961 года. Он также имел полномочия высокого комиссара, представлявшего британское правительство не только в Южно-Африканском Союзе, но и в британских колониях Басутоленд, Бечуаналенд и Свазиленд.

## История
Южно-Африканский Союз был доминионом, членом Содружества, образованным из бывших колоний Трансвааль, Наталь, Капской колонии и Оранжевого свободного государства.
С 1948 связи Союза с британской Короной стали ослабевать. Пришедшая к власти Национальная партия Даниеля Франсуа Малана была республиканской африканерской партией, которая рассматривала связи с Короной лишь как анахронизм и реликт британской колонизации.
В 1957 британский гимн God Save the Queen перестал быть одним из двух национальных гимнов наряду с южно-африканским гимном Die Stem van Suid-Afrika.
Юнион Джек также потерял статус национального флага, который остался лишь у южно-африканского флага.
5 октября 1960 премьер-министр Хендрик Фервурд организовал референдум по вопросу о статусе страны, попросив белых южноафриканцев поддержать преобразование Доминиона в республику. Результат составил 52 % в пользу преобразования. Лишь избиратели из в большинстве своём англоязычной провинции Натал ответили отрицательно.
Последний генерал-губернатор Чарльз Роббертс Сварт 31 мая 1961 стал первым президентом Южно-Африканской Республики.
Королева Елизавета II стала последней Королевой Южно-Африканского Союза, но никогда не посещала эту страну под этим титулом.

## Список генерал-губернаторов Южно-Африканского Союза
Список неполный:
- Герберт Гладстон (1910—1914), 1-й виконт Гладстон
- Сидней Чарльз Бакстон (1914—1920), 1-й граф Бакстон
- Артур (1920—1924), принц Коннаутский
- Александр Кембридж (1924—1931), 1-й граф Атлон
- Джордж Виллиерс (1931—1937), 6-й граф Клэрендон
- Сэр Патрик Дункан (1937—1943)
- Николаас Якобус де Вет (1943—1946) (исполняющий обязанности)
- Гидеон Бранд ван Зюль (1946—1951)
- Эрнест Джордж Янсен (1951—1959)
- Лукас Корнелиус Стейн (исполняющий обязанности в 1959)
- Чарльз Роббертс Сварт (1959—1961)